# 相生町 (桐生市)
相生町（あいおいちょう）は、群馬県桐生市の町名。現行行政地名は相生町一丁目から五丁目。郵便番号は376-0011。

## 地理
桐生市の中西部に位置する。旧相生村にあたり、一丁目・二丁目の一部が桐生市第十八区に、二丁目の一部・三・四・五丁目が桐生市第十五区に属する。東北部は堤町に、東部は元宿町・清瀬町・織姫町・桜木町に、南部は広沢町・みどり市笠懸町阿左美に、西部はみどり市大間々町大間々・大間々町高津戸に、北部は川内町にそれぞれ接する。二丁目に標高約160mの富士山がある。
町内には、桐生市運動公園や、市役所の出張所として使われていた擬洋風建築の桐生明治館、地名の由来となった相生の松がある。相生町の大部分は桐生市第十五区に属し、桐生市立相生中学校の学校区であるが、桐生市第十八区に属する相生町の東部は、桜木町・広沢町の西部とともに、桐生市立桜木中学校の学校区となっている。
町内に位置する相老駅（あいおいえき）は町名と表記が異なるが、これは兵庫県にある相生駅との重複を避けるため、共に老いるという考えから「相老」の表記が採用されたものである。

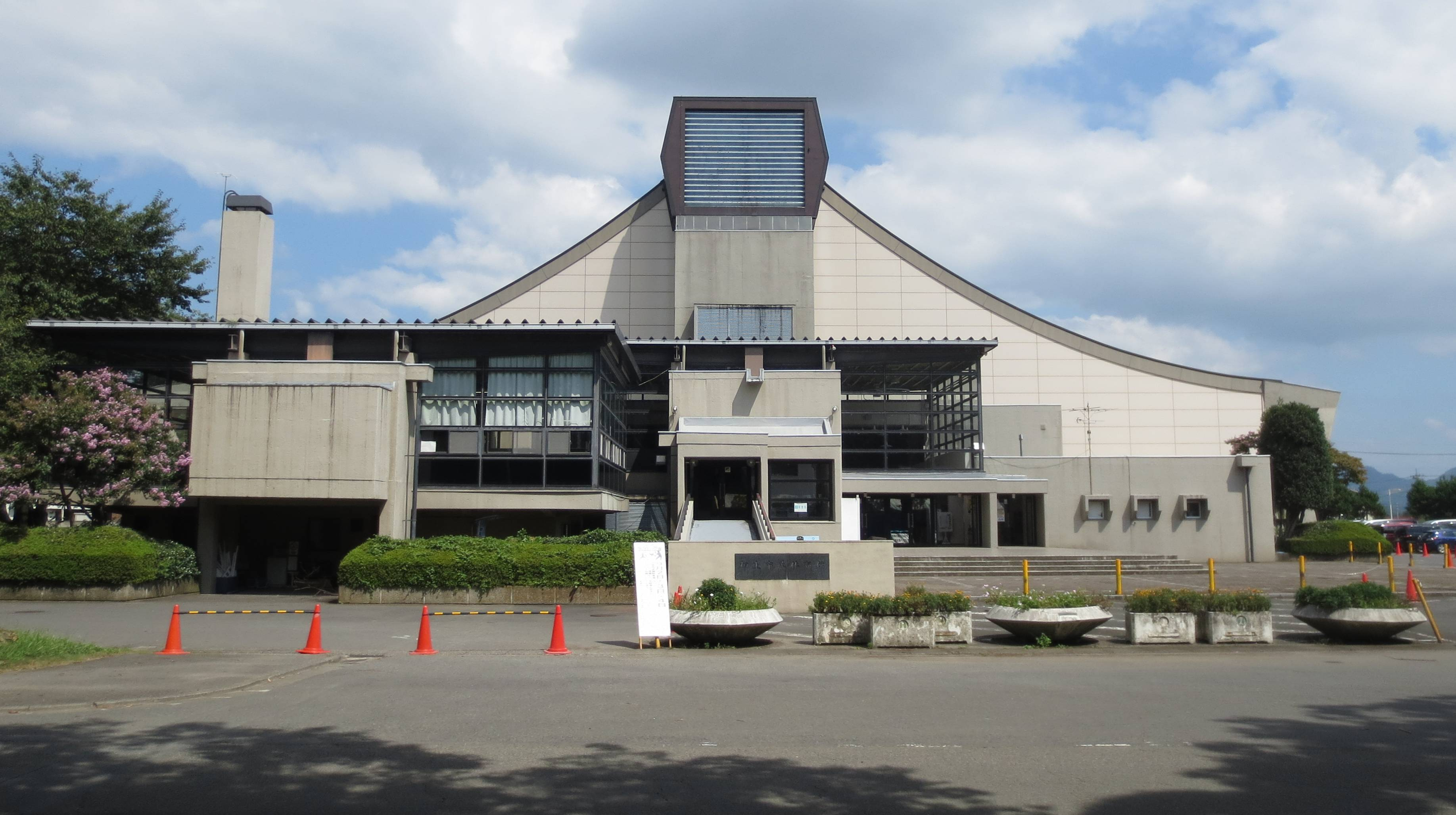
桐生市民体育館
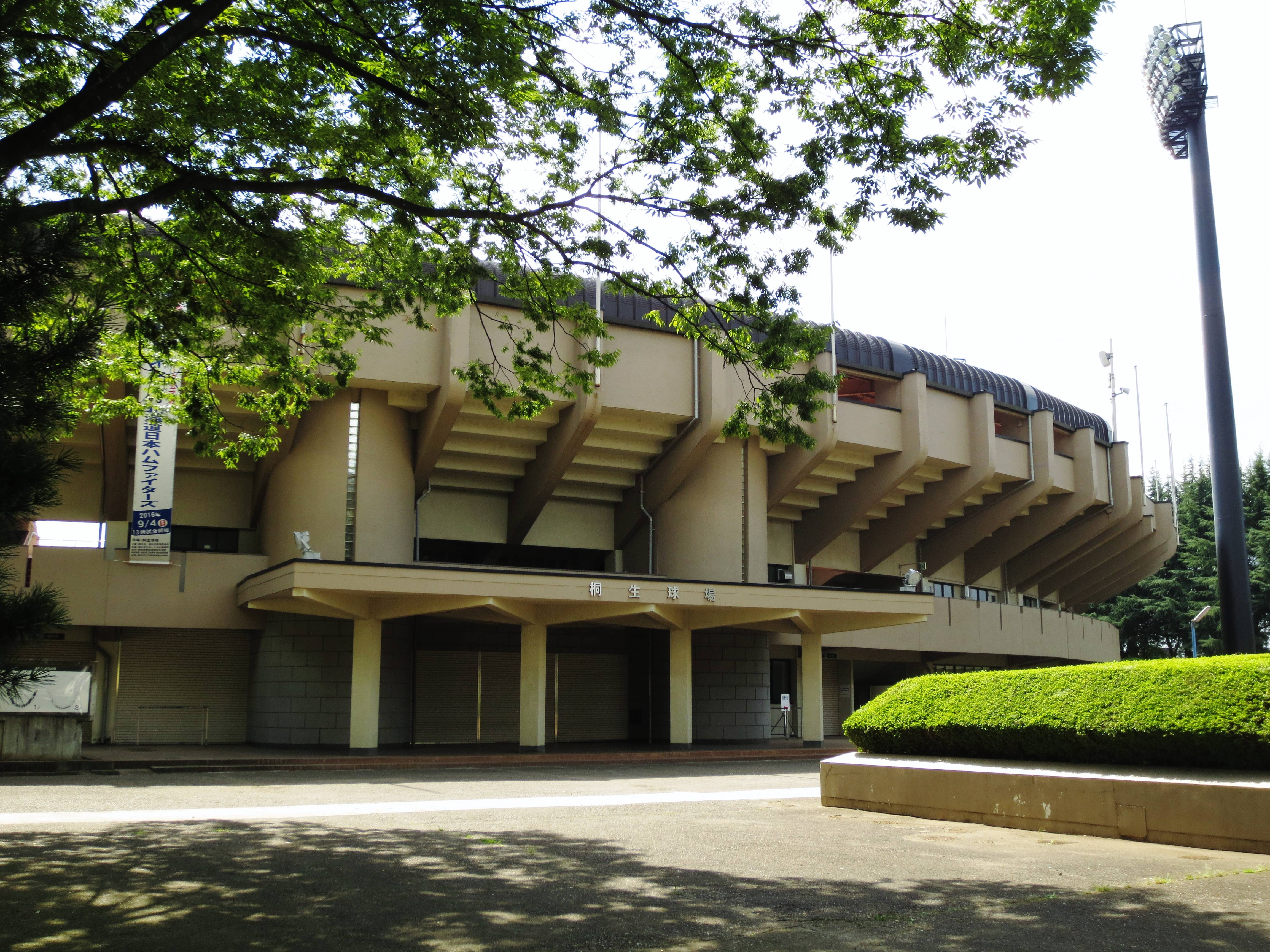
桐生球場

## 歴史

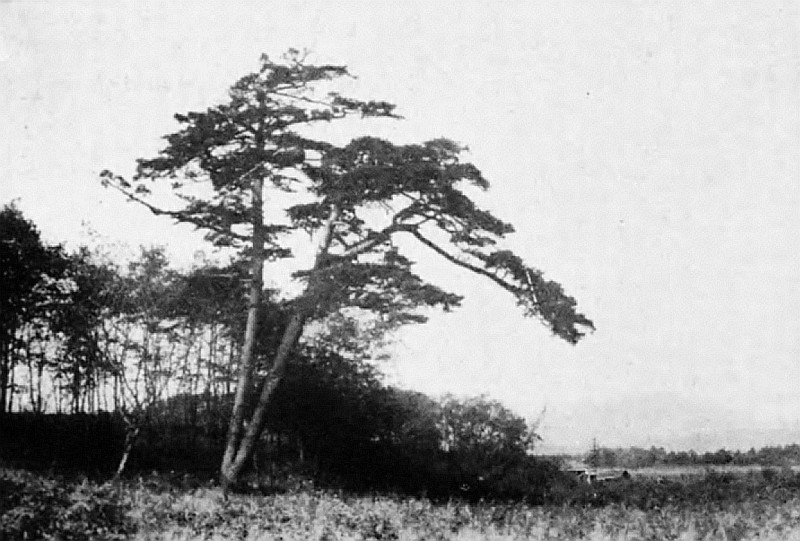
相生の松

かつての山田郡相生村にあたる。1954年（昭和29年）10月1日に相生村が桐生市に編入したことで、新たに「相生町」となった。

## 世帯数と人口
2022年（令和4年）2月28日現在の世帯数と人口は以下の通りである。
| 丁目         | 世帯数     | 人口     |
| ------------ | ---------- | -------- |
| 相生町一丁目 | 2,016世帯  | 4,241人  |
| 相生町二丁目 | 3,461世帯  | 7,653人  |
| 相生町三丁目 | 1,547世帯  | 3,157人  |
| 相生町四丁目 | 221世帯    | 541人    |
| 相生町五丁目 | 2,758世帯  | 6,124人  |
| 計           | 10,003世帯 | 21,716人 |

## 小・中学校の学区
市立小・中学校に通う場合、学区は以下の通りとなる。
| 丁目         | 番地   | 小学校             | 中学校             |
| ------------ | ------ | ------------------ | ------------------ |
| 相生町一丁目 | 全域   | 桐生市立桜木小学校 | 桐生市立桜木中学校 |
| 相生町二丁目 | 一部   | 桐生市立桜木小学校 | 桐生市立桜木中学校 |
| 相生町二丁目 | 一部   | 桐生市立天沼小学校 | 桐生市立相生中学校 |
| 相生町二丁目 | その他 | 桐生市立相生小学校 | 桐生市立相生中学校 |
| 相生町三丁目 | 全域   | 桐生市立相生小学校 | 桐生市立相生中学校 |
| 相生町四丁目 | 全域   | 桐生市立相生小学校 | 桐生市立相生中学校 |
| 相生町五丁目 | 全域   | 桐生市立天沼小学校 | 桐生市立相生中学校 |

## 交通

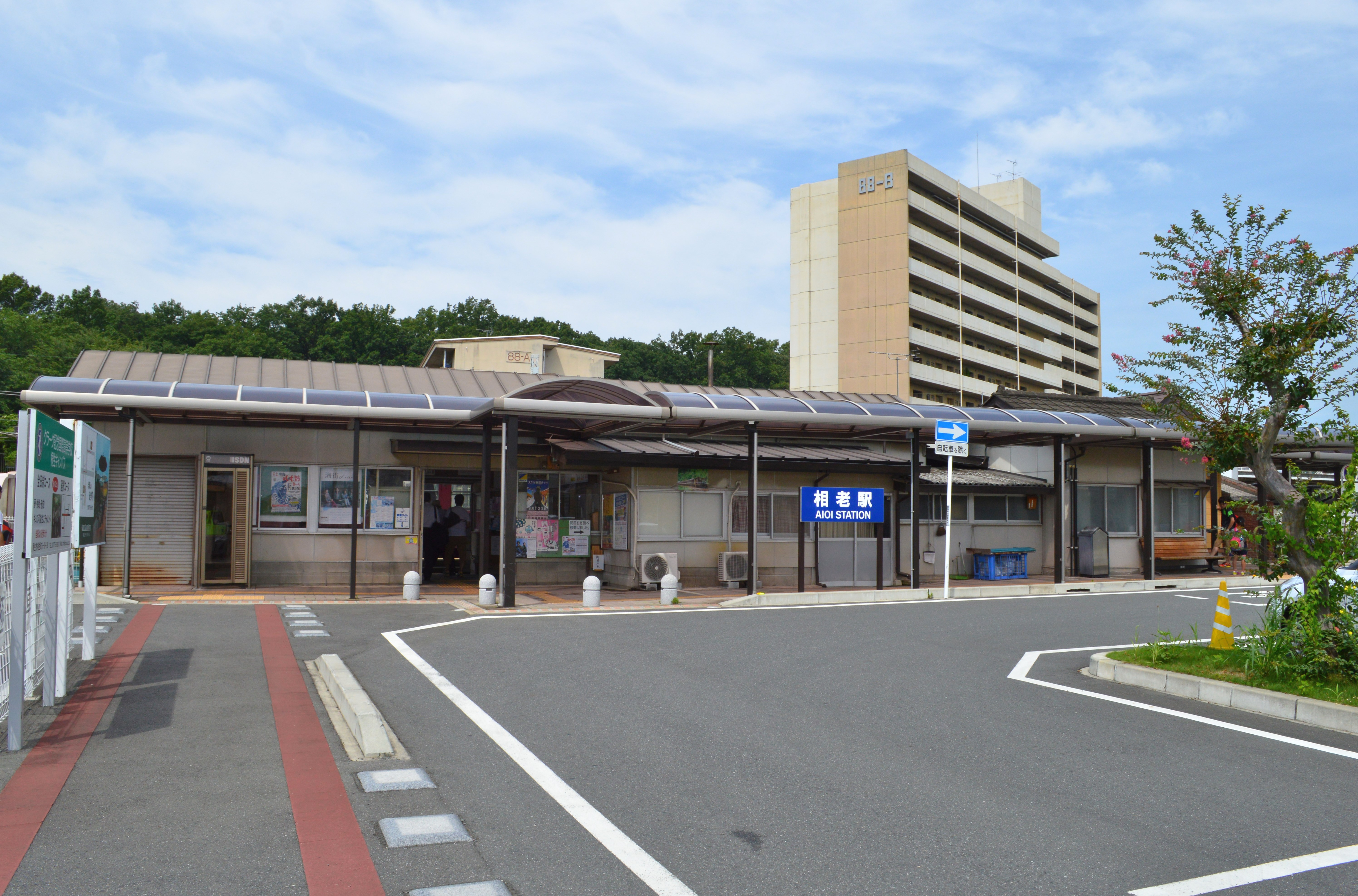
相老駅

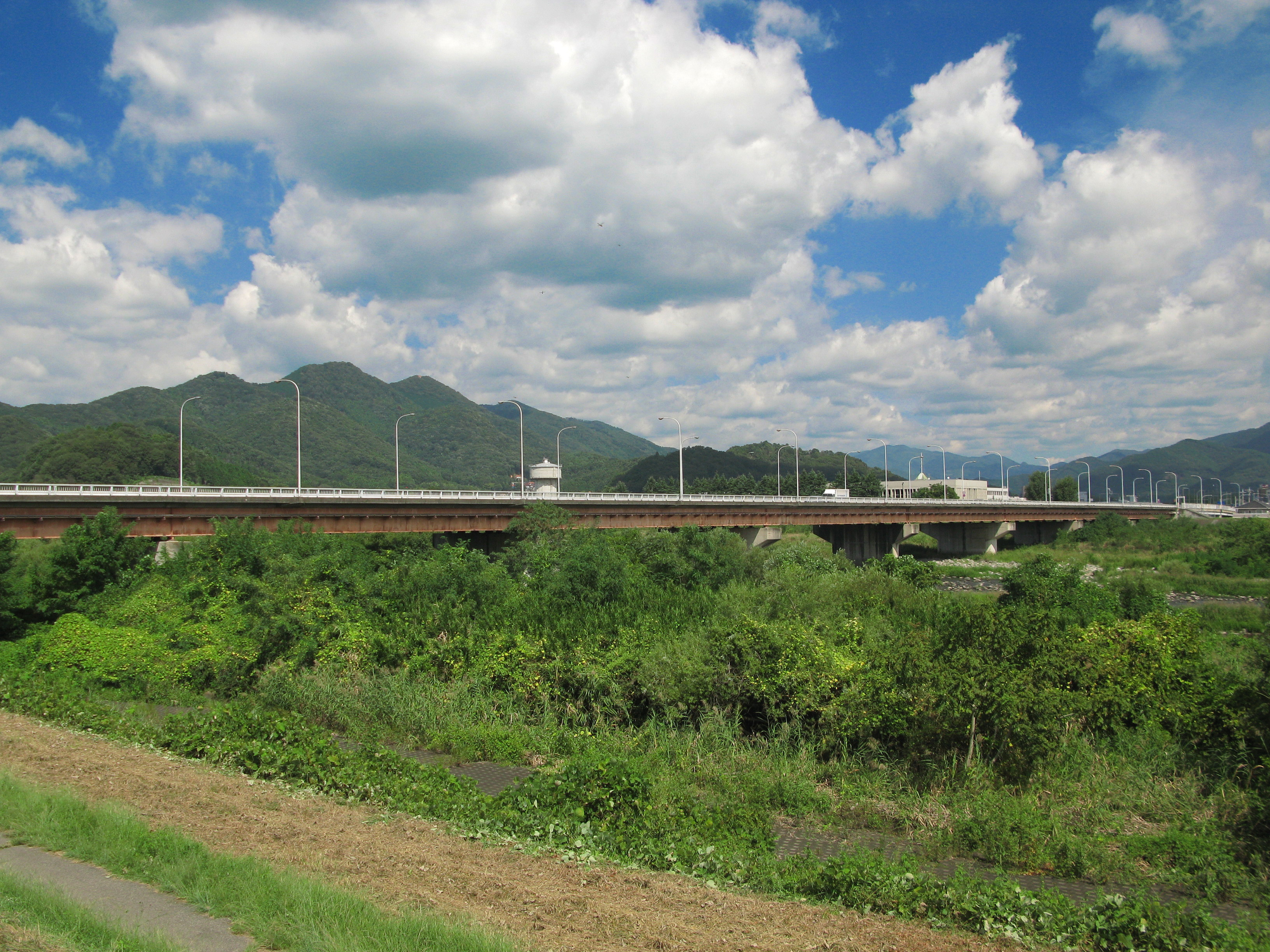
桐生大橋

### 鉄道
JR両毛線、わたらせ渓谷線、上毛線、東武桐生線が通じ、町内に6つの鉄道駅が設置されている。両毛線は町内を通過するのみで、駅は設置されていない。
- 相老駅
- 運動公園駅
- 下新田駅
- 桐生球場前駅
- 天王宿駅
- 富士山下駅

### 道路
国道122号や群馬県道3号前橋大間々桐生線など複数の県道が通じており、渡良瀬川に架かる相川橋、赤岩橋、桐生大橋によって、川内町や桐生市中心部と結ばれている。

## 施設
- 群馬県立桐生清桜高等学校
- 桐生市運動公園
  - 桐生球場
  - 桐生市民体育館
  - 桐生市民プール
- 桐生明治館
- 桐生市立天沼小学校
- 桐生市立桜木小学校
- 桐生相生郵便局
- 群馬県桐生みどり振興局桐生土木事務所
- 桐生市民広場